# Фатуллаєва Вафа Нусрат-кизи
Вафа Нусрат кизи Фатуллаєва (азерб. Vəfa Nüsrət qızı Fətullayeva; нар. 25 серпня 1945 — пом. 21 травня 1987) — азербайджанська радянська актриса театру, заслужений артист Азербайджанської РСР (1982), лауреатка Державної премії Азербайджанської РСР (1984).

## Життєпис
Вафа Нусрат кизи Фатуллаєва народилася 25 серпня 1945 року в Баку, в родині художника Нусрата Фатуллаєва та актриси Окуми Курбанової. У 1971 році закінчила Азербайджанський державний інститут мистецтв імені М. А. Алієва. З 1970 року грала на сцені Азербайджанського державного драматичного театру імені М. Азізбекова.
Серед відомий ролей Вафи Фаттулаєвої є Гюльгяз («Пісня залишається в горах» Ільяса Ефендієва), Ширін («Легенда про кохання» Назима Хікмета), Танзіля («Якщо ти не згориш» Набі Хазрі), Шарафніса («Мусьє Жордан і дервіш Масталішах» Мірза Фаталі Ахундова), Беатріче («Багато шуму з нічого» Вільяма Шекспіра), Бановша («Селюки» Мірзи Ібрагімова), Рена («Ібліс» Гусейна Джавіда).
У 1982 році Вафа Фатуллаєва була удостоєна звання заслуженого артиста Азербайджанської РСР, а в 1984 році стала лауреатом Державної премії Азербайджанської РСР.
Крім театру Фатуллаєва грала також у телевізійних виставах.
Вафа Фатуллаєва була невиліковною і померла 21 травня 1987 року. Через 2 місяці помер її батько Нусрат Фатуллаєв, для якого втрата Вафи була величезною трагедією. Після смерті дочки захворіла і мати Окума Курбанова і через рік померла.